# Samuel Earnshaw
Samuel Earnshaw (n. 1 februarie 1805, Sheffield, Yorkshire – d. 6 decembrie 1888 Yorkshire, Anglia a fost un cleric și matematician englez, cunoscut pentru contribuțiile sale în fizica teoretică, în special  pentru teorema lui Earnshaw.